# Amour et Préméditation
Amour et Préméditation (Criminal Intent) est un téléfilm canadien réalisé par George Erschbamer et diffusé aux États-Unis le 8 août 2005 sur Lifetime.

## Synopsis
Un banquier est accusé d'avoir assassiné son ancienne femme. Exprimant son innocence, il demande de l'aide à une avocate qui s'est occupée récemment de leur divorce…

## Fiche technique
- Titre original : Criminal Intent
- Titre français : Amour et Préméditation
- Tite québécois : Intentions criminelles
- Réalisation : George Erschbamer
- Scénario : George Erschbamer et Peter Layton
- Décors : James Purvis
- Costumes : James Purvis
- Photographie : C. Kim Miles
- Montage : Joël Snowden
- Musique : John Sereda
- Coordination des cascades : Ed Anders
- Sociétés de production : Insight Film Studios - Insight Films - Shavick Insight Studios
- Pays d'origine :  Canada
- Langue originale : anglais
- Format : couleur - 35 mm - 1,78:1 - son Dolby numérique
- Genre : Thriller
- Durée : 89 minutes
- Date de sortie :
  -  Canada : ?
  -  France : 6 mars 2007

## Distribution
- Vanessa Angel : Susan Grace
- Sebastian Spence (VF : Éric Legrand) : Devon Major
- Linda Purl (VF : Céline Monsarrat) : Kirsten Sorensen
- David Palffy : Mark Fairfield
- Sarah Deakins (VF : Josy Bernard) : Marg Anderson
- Ingrid Torrance : Angela Major
- Tom Pickett : le juge Greenwood
- Mike Antonakos : Phillip
- Anne Openshaw (en) : Kate, la standardiste de la police
- Jena Sharma : Catherine, la standardiste des urgences
- Babz Chula (en) : Ruth, la mère d'Angela
- Gary Hetherington : Robert, le père d'Angela

 Source et légende : version française (VF) sur RS Doublage et selon le carton du doublage français télévisuel.